# José Joaquim Pinheiro
José Joaquim Pinheiro (Angra do Heroísmo, 22 de dezembro de 1833 — Angra do Heroísmo, 21 de novembro de 1894) foi um funcionário público açoriano. Foi ainda historiador e homeopata.

## Biografia
Empregado da repartição das Obras Públicas do Distrito de Angra do Heroísmo, manteve uma extensa colaboração em vários periódicos terceirenses - Liberal, Angrense, Incentivo e no semanário O Grémio Literário de Angra - e publicou várias obras de cariz literário.
Destacou-se pela obra Épocas Memoráveis da Ilha Terceira dos Açores, um compêndio dos factos e das grandezas da ilha Terceira, que abrange seis épocas:
- a primeira, de 1450 a 1580 (idade de ouro);
- a segunda, de 1580 a 1583 (idade de prata);
- a terceira, de 1583 a 1640 (idade de ferro);
- a quarta, de 1640 a 1645;
- a quinta, de 1645 a 1820; e
- a sexta, de 1820 a 1832.

Esta última, redigida pelo filho Manoel Pinheiro após o falecimento do pai, com base em apontamentos por ele deixados, na conclusão, sugere a construção de um caminho de ferro em São Miguel. 

## Obras publicadas
- Memória descritiva da horrorosa catástrofe na ilha Terceira dos Açores, na noite de 22 para 23 de Julho de 1891;
- Memória histórica da Vila da Praia da Vitória (edição incompleta devido à doença que o vitimou);
- Épocas Memoráveis da Ilha Terceira dos Açores (6 volumes)